# Корпус королевских инженеров-электриков и механиков
Корпус королевских инженеров-электриков и механиков (англ. Royal Electrical and Mechanical Engineers, (REME /ˈriːmiː/)) — род войск в составе Британской армии, который занимается техническим обслуживанием вооружения, военной и специальной техники армии. Служащих корпуса также называют «профессиональными инженерами Британской армии» (англ. British Army's professional engineers).

## История
До создания Корпуса королевских инженеров-электриков и механиков техническим обслуживанием занимались несколько различных корпусов:
- Королевский армейский артиллерийско-технический корпус[англ.] — вооружение и бронетехника;
- Корпус королевских инженеров — машины и автотранспорт;
- Королевский корпус связи — коммуникационное оборудование;
- Королевский тыловой корпус[англ.] — другой автотранспорт;
- Королевская артиллерия — тяжёлое вооружение.

За годы Второй мировой войны вскрылись множество недостатков системы обслуживания бронетехники. В связи с этим в соответствии с рекомендацией Комитета по квалифицированным специалистам во главе с Уильямом Бевериджем 1 октября 1942 года был образован Корпус королевских инженеров-электриков и механиков, занимающийся ремонтом и обслуживанием вооружения, военной и специальной техники (ВВСТ).

## Музей
Музей Корпуса королевских инженеров-электриков и механиков находится в Лайнхэме (Lyneham) — бывшей базе Королевских ВВС Великобритании, графство Уилтшир.

## Награды
Корпус королевских инженеров-электриков и механиков несколько раз удостаивался почётного гражданства нескольких районов местного самоуправления Великобритании.